# Claude Lanzmann

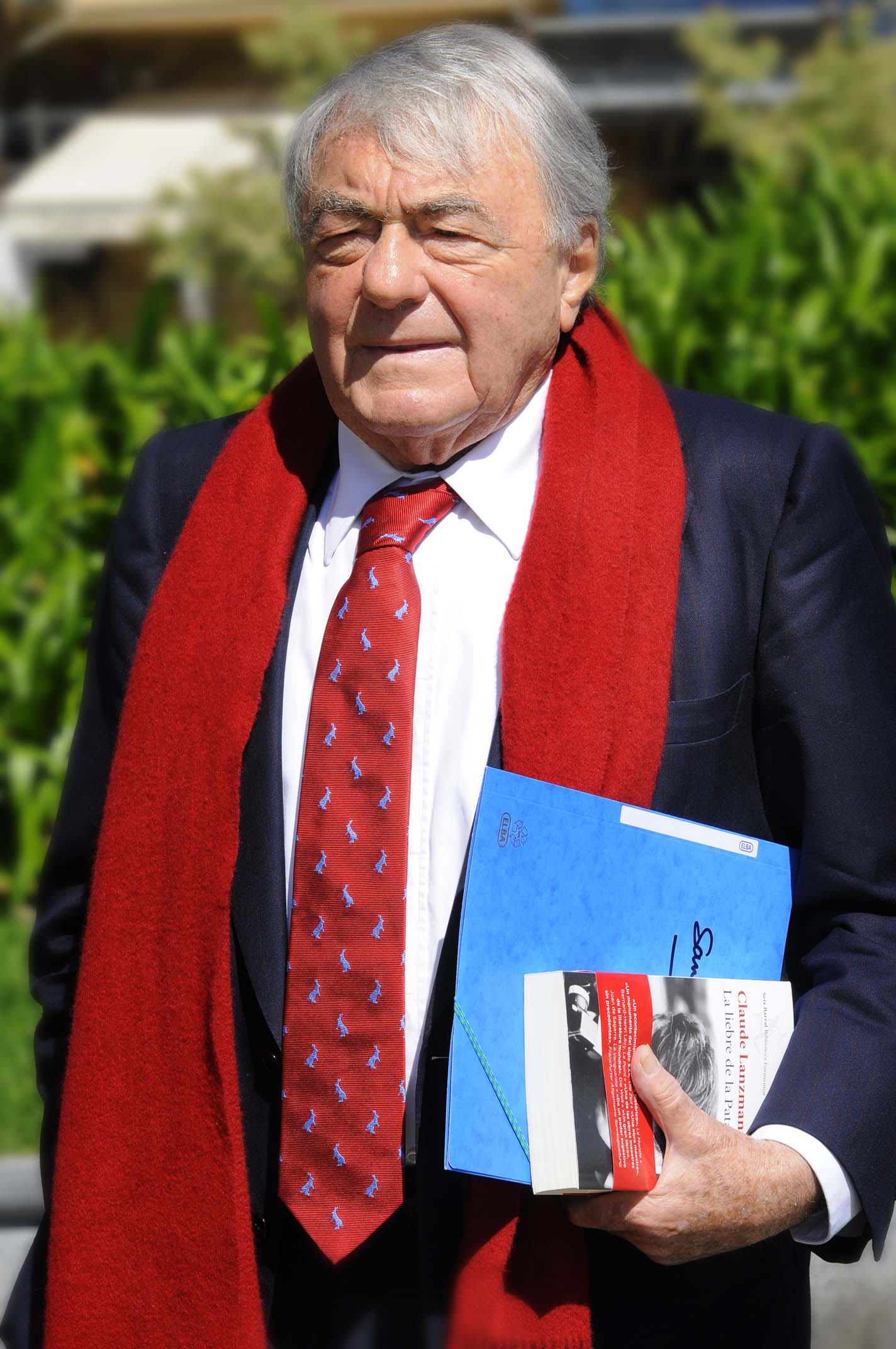
Claude Lanzmann el 2011

Claude Lanzmann (Bois-Colombes, Illa de França; 27 de novembre de 1925 - París, 5 de juliol de 2018) va ser un director de cinema, guionista, productor i periodista francès. La seva obra mestra és Shoah, un documental de nou hores i mitja de duració sobre l'Holocaust.

## Biografia
El seu pare, Armand Lanzmann, era un jueu la família del qual havia emigrat de l'Europa de l'est; la seva mare, Pauline (Paulette) Grobermann, havia nascut en un vaixell en el trajecte Odessa-Marsella i el seu pares provenien de Chisinau, a Bessaràbia. Després del divorci de la parella, Claude —juntament amb el seu germà Jacques, que més tard arribaria a ser escriptor, i la seva germana Evelyne, que amb el temps es convertiria en l'actriu Evelyne Rei— van viure amb el seu pare a Brioude, Alt Loira des del 1934 fins al 1938, any en el qual, al mes de setembre, tornen a París. A la capital francesa es matricula al Liceu Condorcet, on hi descobreix l'antisemitisme.
El 1940, arran de l'ocupació alemanya, el pare porta als fills a una casa a Alvèrnia. El 1943, als 18 anys, organitza accions de resistència entre els seus companys en el Liceu Blaise Pascal de Clarmont. Més endavant entrarà com a maqui a Margeride i Mont Mouchet i participarà en emboscades al Cantal i a l'Alt Loira.
El 1949, després d'obtenir la llicenciatura en literatura i un mestratge en filosofia, va ser lector a la Universitat Lliure de Berlín. Va dirigir-hi a més el Centre Cultural francès, tot just acabat de crear.
Va dirigir la revista Les Temps Modernes des de la mort de Simone de Beauvoir el 1986. Va ser parella de l'escriptora del 1952 fins al 1959. Lanzmann havia estat convidat a col·laborar en Els Temps Moderns el 1952 per Jean-Paul Sartre, després que aquest llegís la seva sèrie d'articles Alemanya darrere de la cortina de ferro publicada pel diari Le Monde.
Lanzmann, que es confessa ateu, es dedica al cinema a partir de 1970. Es considera que la seva obra mestra és la pel·lícula documental Shoah, en la qual va començar a treballar l'estiu de 1974; la realització li va ocupar a temps complet durant onze anys. Des de la seva aparició a les sales, el 1985, va ser considerada un esdeveniment fonamental punt tant des del punt de vista històric com cinematogràfic. Shoah va tenir repercussions que no semblen disminuir; s'han consagrat a ella milers d'articles, estudis, llibres i seminaris a les universitats del món sencer. La pel·lícula ha obtingut els més alts reconeixements i ha estat premiada en els més importants festivals. Després de Per què Israel (Why Israel) i Shoah, Tsahal és l'últim capítol de la trilogia de Claude Lanzmann.

## Filmografia

### Direcció
- Pourquoi Israël (1974)
- Shoah (1985)
- Tsahal (1994)
- Un vivant qui passe (A Visitor from the Living) (1997)
- Sobibor (2001)
- L'informe Karski (Le rapport Karski), (2010)
- Le dernier des injustes (L'últim dels injusts, 2013)
- Napalm (2017)
- Les Quatre Soeurs (2018)

### Guió
- Elisa o la veritable vida (1970), dirigida per Michel Drach i basada en la novel·la homònima de Claire Etcherelli, que va obtenir el Premi Femina 1967
- Tsahal (1994)
- Sobibor (2001)

### Producció
- Un vivant qui passe (A Visitor from the Living) (1997)